# Гай Бруттий Презент (консул 217 года)
Гай Бруттий Презент (лат. Gaius Bruttius Praesens) — римский государственный деятель первой половины III века.

## Биография
Презент происходил из луканского патрицианского рода Бруттиев. Его отцом был консул 187 года Луций Бруттий Квинций Криспин, а сыном, по всей видимости, консул 246 года Гай Бруттий Презент. Сам Бруттий с 199 года входил в состав жреческой коллегии палатинских салиев, а в 217 году достиг звания ординарного консула. Его коллегой по консульству был Тит Мессий Экстрикат. Больше о нём ничего неизвестно.